# Swamboit-(Nd)
Swamboit-(Nd) (ursprünglich nur Swamboit) ist ein sehr selten vorkommendes Mineral aus der Mineralklasse der „Silikate und Germanate“ mit der chemischen Zusammensetzung Nd0,333[(UO2)(SiO3OH)](H2O)∼2,5 und damit chemisch gesehen ein wasserhaltiges Neodym-Uranyl-Silikat mit zusätzlichen Hydroxidionen.
Swamboit-(Nd) kristallisiert im monoklinen Kristallsystem und entwickelt nadelige, parallel der b-Achse gestreckte Kristalle bis etwa einem Millimeter Länge mit einem glasähnlichen Glanz auf den Oberflächen. Er kommt aber auch in Form faseriger oder knolliger Mineral-Aggregate vor. Das durchsichtige bis durchscheinende Mineral ist von hell- bis dunkelgelber Farbe, hinterlässt aber auf der Strichtafel einen weißen Strich.

## Etymologie und Geschichte
Swamboit wurde im Jahr 1981 von Michel Deliens und Paul Piret als feine hellgelbe Nadeln von maximal 0,8 mm Länge und 0,05 mm Dicke in Paragenese mit 0,5 cm großen Soddyit-Kristallen und pulverförmigem, roten Curit erstmals beschrieben. Sie benannten das Mineral nach dessen Typlokalität, dem Swambo Hill (auch Swambo Mine) in der Provinz Haut-Katanga der Demokratischen Republik Kongo. Im Februar 2017 wurde die chemische Formel neu definiert und der ursprüngliche Name Swamboit in Swamboit-(Nd) geändert.
Das Typmaterial wird in der Mineralogischen Sammlung des Königlichen Museums für Zentral-Afrika in Tervuren, Belgien unter der Katalog-Bezeichnung RGM 13.690 (Holotyp) aufbewahrt.

## Klassifikation
Da der Swamboit-(Nd) erst 1981 als eigenständiges Mineral anerkannt wurde, ist er in der seit 1977 veralteten 8. Auflage der Mineralsystematik nach Strunz noch nicht verzeichnet.
Im Lapis-Mineralienverzeichnis nach Stefan Weiß, das sich im Aufbau noch nach dieser alten Form der Systematik von Karl Hugo Strunz richtet, erhielt das Mineral die System- und Mineral-Nr. VIII/B.36-020. In der Lapis-Systematik entspricht dies der Mineralklasse der „Silikate“ und dort der Abteilung „Inselsilikate mit tetraederfremden Anionen“, wobei in den Gruppen VIII/B.34 bis 38 die Uranyl-Inselsilikate mit [UO2]2+-[SiO4]4− und Verwandte einsortiert sind. Swamboit-(Nd) bildet hier zusammen mit Soddyit eine unbenannte Gruppe mit der Systemnummer VIII/B.36 (Stand 2018).
Die von der IMA zuletzt im Jahr 2009 aktualisierte 9. Auflage der Strunz’schen Mineralsystematik ordnet den Swamboit-(Nd) ebenfalls in die Abteilung der „Inselsilikate (Nesosilikate)“ ein. Diese ist weiter unterteilt nach der möglichen Anwesenheit zusätzlicher Anionen und der Koordination der beteiligten Kationen oder den in der Verbindung vorherrschenden Anionenkomplexen, so dass das Mineral entsprechend seiner Zusammensetzung in der Unterabteilung „Uranyl-Insel- und Polysilikate“ (U : Si = 1 : 1) zu finden ist, wo es als einziges Mitglied eine unbenannte Gruppe mit der Systemnummer 9.AK.20 bildet.
In der vorwiegend im englischen Sprachraum gebräuchlichen Systematik der Minerale nach Dana hat Swamboit-(Nd) die System- und Mineralnummer 53.03.01.08. Dies entspricht ebenfalls der Klasse der „Silikate“ und dort in die Abteilung der „Inselsilikate: SiO4-Gruppen und andere Anionen komplexer Kationen“. Hier ist er zusammen mit Boltwoodit, Cuprosklodowskit, Kasolit, Natroboltwoodit, Oursinit, Sklodowskit, Uranophan und Parauranophan (Uranophan-β) in der „Uranophangruppe“ mit der Systemnummer 53.03.01 innerhalb der Unterabteilung „Inselsilikate: SiO4-Gruppen und andere Anionen komplexer Kationen mit (UO2)“ zu finden.

## Kristallstruktur
Swamboit-(Nd) kristallisiert in der monoklinen Raumgruppe P21/m (Raumgruppen-Nr. 11) mit den Gitterparametern a = 6,6650(4) Å; b = 6,9992(3) Å; c = 8,8167(7) Å, β = 102,516(6)° und zwei Formeleinheiten pro Elementarzelle.
Aufgrund einer fehlenden Einkristallstrukturanalyse kann die Summenformel von Swamboit-(Nd) nur unzureichend genau angegeben werden. Deliens und Piret vergleichen in ihrer Arbeit den Swamboit mit den weiteren Uranylsilikaten Sklodowskit, Cuprosklodowskit, Uranophan, Kasolit und Boltwoodit und deuten darauf hin, dass die Protonen (H) in Form von H3O+ oder SiO3OH3− im Kristall vorliegen können. Spätere Arbeiten von Stohl und Smith zum Cuprosklodowskit sowie von Peter Burns zum Boltwoodit legen jedoch nahe, dass es sich eher um eine SiO3OH3−-Gruppe handelt – nähere Untersuchungen dazu stehen jedoch noch aus. Zur Geometrie und chemischen Natur des U6+-Kations wird naturgegebenermaßen keine Aussage gemacht.

## Eigenschaften
Das Mineral ist durch seinen Urangehalt von 56,3 % sehr stark radioaktiv. Unter Berücksichtigung der Mengenanteile der radioaktiven Elemente in der idealisierten Summenformel sowie der Folgezerfälle der natürlichen Zerfallsreihen wird für das Mineral eine spezifische Aktivität von etwa 100,9 kBq/g angegeben (zum Vergleich: natürliches Kalium 0,0312 kBq/g). Der zitierte Wert kann je nach Mineralgehalt und Zusammensetzung der Stufen deutlich abweichen, auch sind selektive An- oder Abreicherungen der radioaktiven Zerfallsprodukte möglich und ändern die Aktivität.

## Bildung und Fundorte

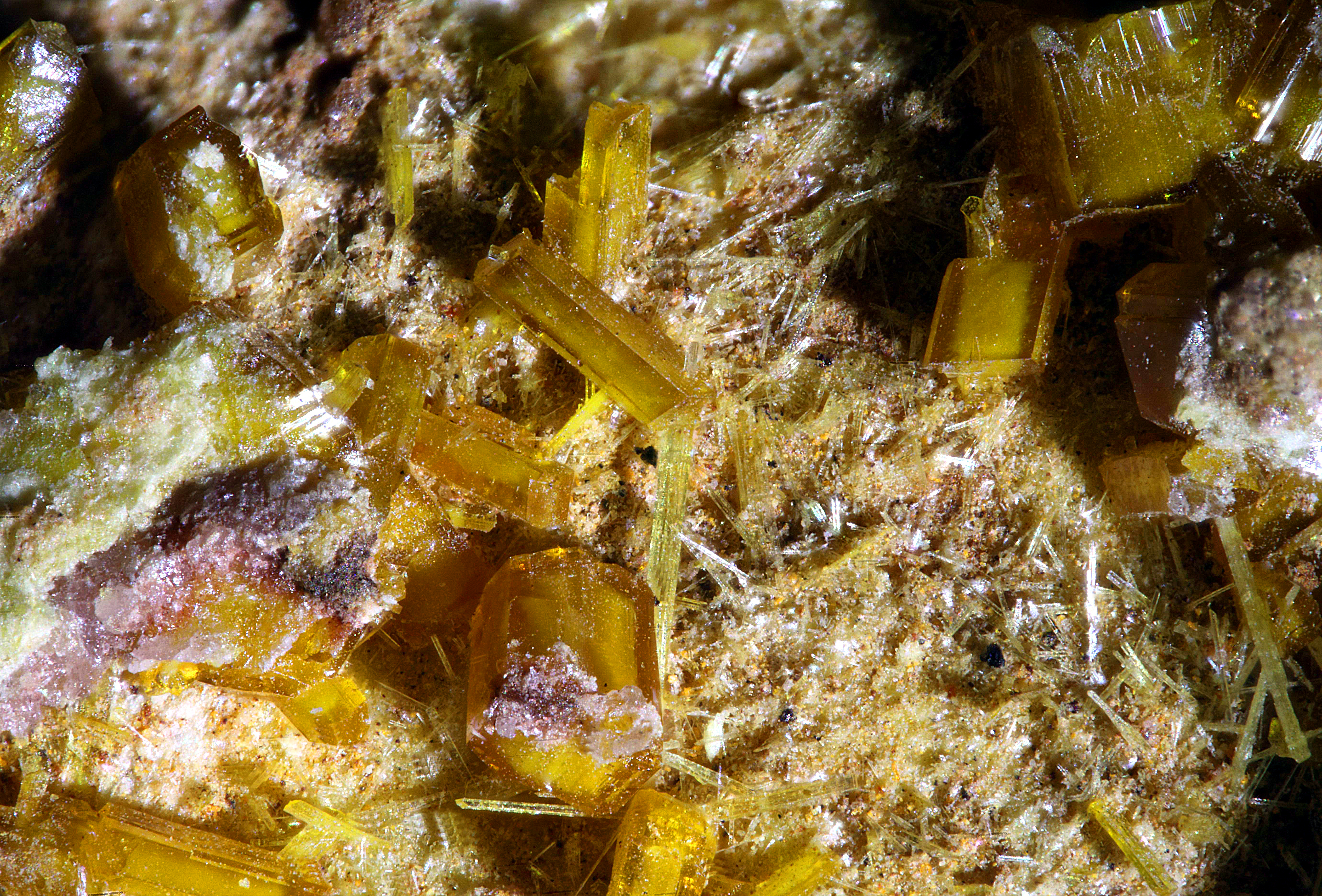
Blassgelber, nadeliger Swamboit neben zonar gebänderten gelben Prismen von Soddyit aus der Swambo Mine, Demokratische Republik Kongo (Bildbreite: 5,8 mm). (Man beachte den Swamboit-(Nd) im Zentrum des Bildes, der einen Soddyit „aufspießt“ und durchdringt.)

Swamboit-(Nd) bildet sich als sekundäres Uranmineral in der Oxidationszone primärer Uranerze. Er findet sich als Silikatmineral insbesondere vergesellschaftet mit Soddyit. Die einzigen weiteren bekannten Paragenesen sind Funde von Soddyit mit Gips und Curit.
Neben seiner Typlokalität, der Swambo Mine in der Demokratischen Republik Kongo, ist Swamboit-(Nd) bisher nur noch in der Jomac Mine im White Canyon im San Juan County (Utah) in den USA sowie in der „Uranprovinz“ Lagoa Real im brasilianischen Bundesstaat Bahia gefunden worden (Stand 2024).

## Vorsichtsmaßnahmen
Auf Grund der starken Radioaktivität des Minerals sollten Mineralproben vom Swamboit-(Nd) nur in staub- und strahlungsdichten Behältern, vor allem aber niemals in Wohn-, Schlaf- und Arbeitsräumen aufbewahrt werden. Ebenso sollte wegen der hohen Toxizität und Radioaktivität von Uranylverbindungen eine Aufnahme in den Körper (Inkorporation, Ingestion) auf jeden Fall verhindert und zur Sicherheit direkter Körperkontakt vermieden sowie beim Umgang mit dem Mineral Mundschutz und Handschuhe getragen werden.